# Peltaea polymorpha
Peltaea polymorpha är en malvaväxtart som först beskrevs av A. St.-hil., och fick sitt nu gällande namn av Antonio Krapovickas och Cristobal. Peltaea polymorpha ingår i släktet Peltaea och familjen malvaväxter. Inga underarter finns listade i Catalogue of Life.

## Bildgalleri

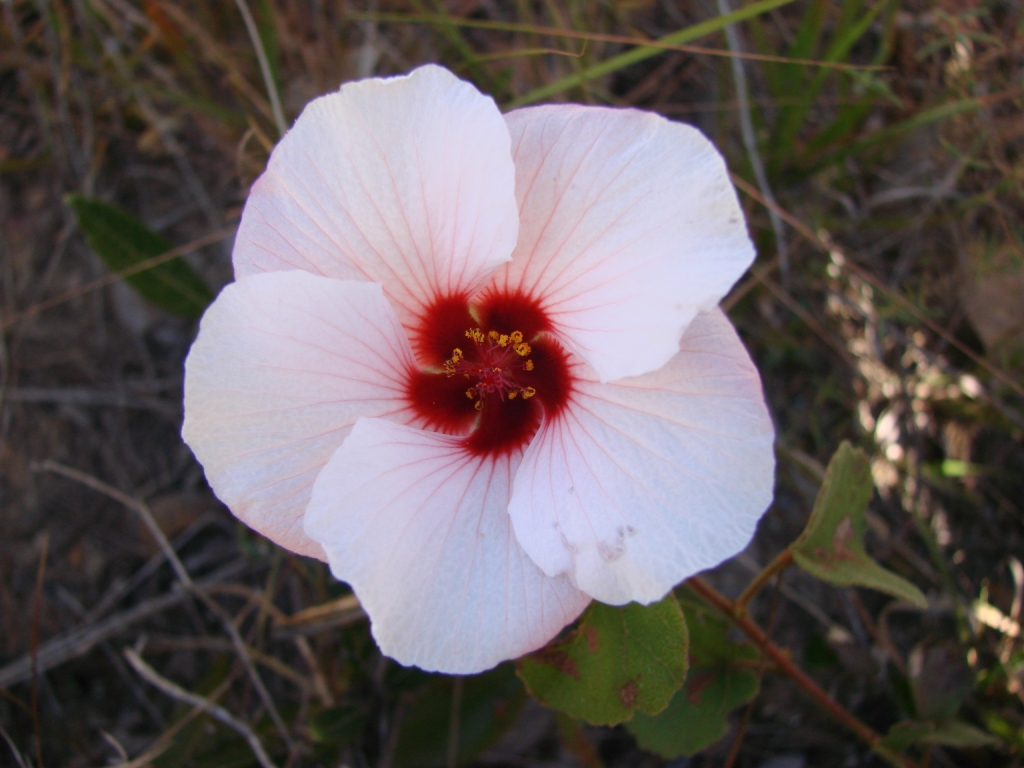